# Stephen Hawes
Stephen Hawes (? – 1523) – angielski poeta, tworzący w okresie przejściowym między średniowieczem a renesansem. Obok Johna Skeltona był najbardziej znanym przedstawicielem liryki tego okresu. W swojej twórczości hołdował dydaktycznej roli literatury. Kontynuował model poezji wypracowany przez Johna Lydgate’a.
Najważniejszym dziełem Hawesa jest poemat alegoryczny The Pastime of Pleasures (Miła rozrywka), ułożony strofą królewską. Poza tym napisał między innymi The Example of Virtue (Obraz cnoty).